# Ligne de Marcq-Saint-Juvin à Baroncourt
La ligne de Marcq-Saint-Juvin à Baroncourt est une ancienne voie ferrée stratégique à double voie dans la région Grand-Est qui reliait la gare de Marcq-Saint-Juvin dans le département des Ardennes sur la ligne de Challerange à Apremont-sur-Aire (dans le prolongement de la ligne de Bazancourt à Challerange) à l’ouest à la gare de Baroncourt dans le département de la Meuse sur la ligne de Baroncourt à Audun-le-Roman à l'est en franchissant la vallée de la Meuse à Saulmory au nord de la gare Dun-Doulcon.

## Histoire
La création de la ligne est prévue en 1923 pour soulager l'axe nord-est Valenciennes-Hirson-Thionville d'une partie de son trafic et permettre l'acheminement des troupes vers la frontière. Les deux lignes de Marcq-Saint-Juvin à Dun-Doulcon et de Saulmory à Baroncourt sont déclarées d'utilité publique par une loi du 22 juillet 1930 et concédées à la Compagnie de l'Est, l'État prenant 80 % des travaux à sa charge.
Le chantier de construction est ouvert le 1er mai 1931, l'entreprise de travaux publics Deschiron y emploie deux locomotives Corpet-Louvet, numérotées 1674 et 1677. Pour cette ligne les caractéristiques programmées sont les plus modernes de l'époque. Toutes les correspondances, y compris celles avec la ligne de Lérouville à Pont-Maugis, sont sans croisement afin d’assurer des services de transport les plus efficaces possibles, dont certains nécessitent des courbes de liaison d’un kilomètre de long. La ligne qui ne comporte aucun passage à niveau (les routes étant franchies par des ponts), est conçue pour accueillir 72 trains militaires en 24 heures à une vitesse maximale de 30 à 35 km/h. Des quais militaires dotés d’infrastructures pour le chargement du matériel de guerre et des troupes sont aménagés à Marcq-Saint-Juvin, Romagne-Bantheville, Dun-Doulcon, Saulmory et Baroncourt. La ligne comporte autour de Dun-Doulcon un échangeur à sept branches avec la ligne de Lérouville à Pont-Maugis.
Son ouverture a eu lieu le 12 avril 1935. En raison de la faible densité de population, la ligne ne comportait aucune gare de voyageurs et n'achemina aucun train de marchandises. Seuls quelques convois militaires y ont circulé de 1938 à 1940 pour acheminer des troupes et du matériel sur la ligne Maginot.
Les principaux ouvrages d'art détruits par le Génie lors de l'avance allemande en 1940, sont reconstruits au cours des deux années suivantes mais les Allemands prélèvent les rails en 1943 pour réutilisation sur le front russe puis détruisent 4 ouvrages d'art lors de leur retraite en 1944, les ponts de Dire, de Saulmory et sur l'Ire. Le viaduc d'Ariétal est ensuite reconstruit mais la remise en état de la ligne est abandonnée et le tronçon de Dun-Doulcon à Baroncourt est déclassé le 24 mai 1951, celui de Marcq-Saint-Juvin à Dun-Doulcon le 12 novembre 1954 sans susciter d'opposition des collectivités qui utilisent le ballast pour le revêtement des voies communaleʂ.

## Vestiges
Quelques vestiges de cette lignes sont encore visibles, trois des quatre ponceaux semi-circulaires en béton sous un remblai près de Billy-sous-Mangiennes, le pont du viaduc du réseau de la Woëvre à Damvillers-Peuvillers, les sauts-de-mouton et les remblais du nœud ferroviaire de Dun-Doulcon. Le plus connu, le Viaduc d’Ariétal sur le territoire de la commune d'Exermont, est un site de saut à élastique.

Ligne et vestiges
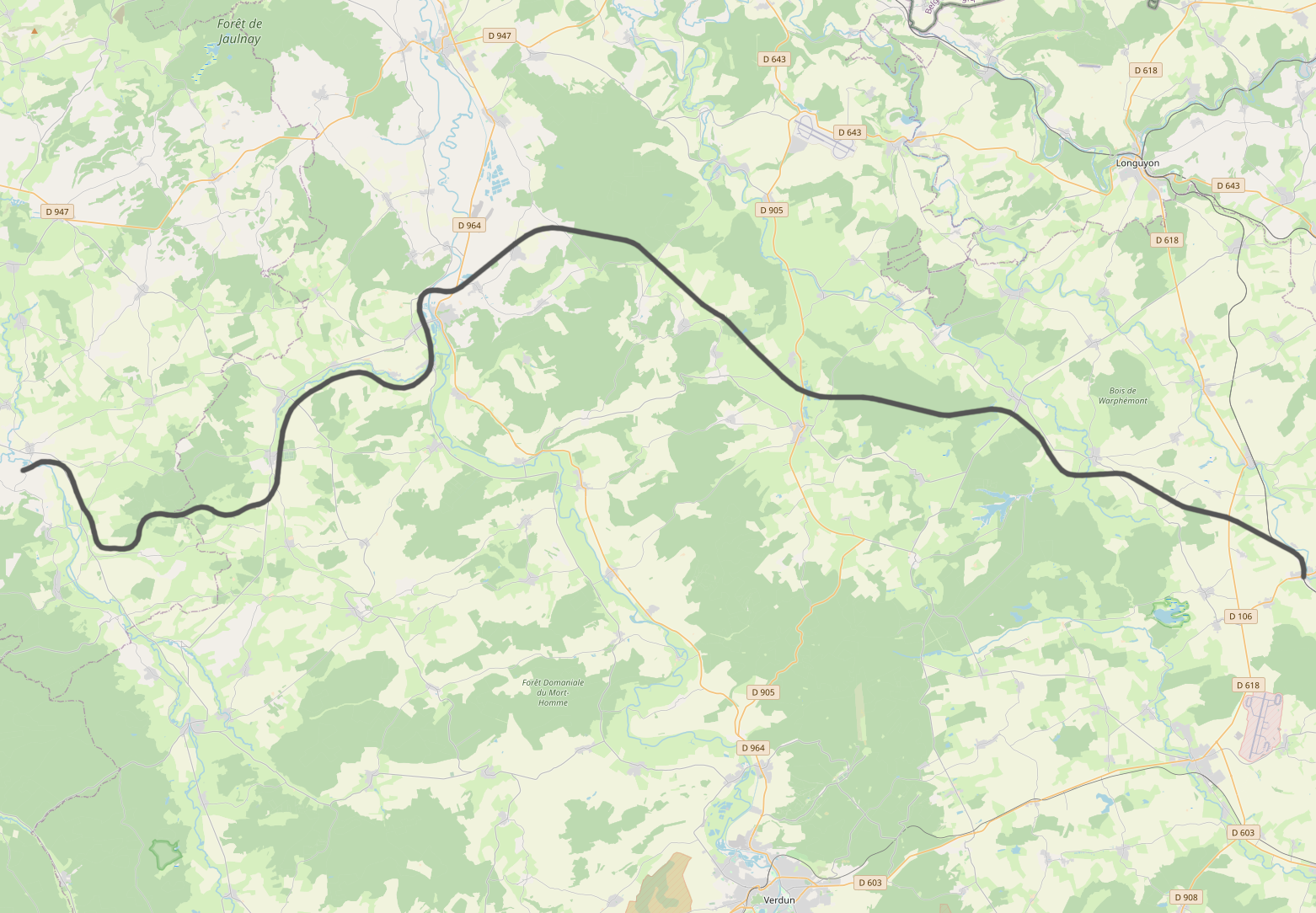
la ligne sur openstreetsmap.
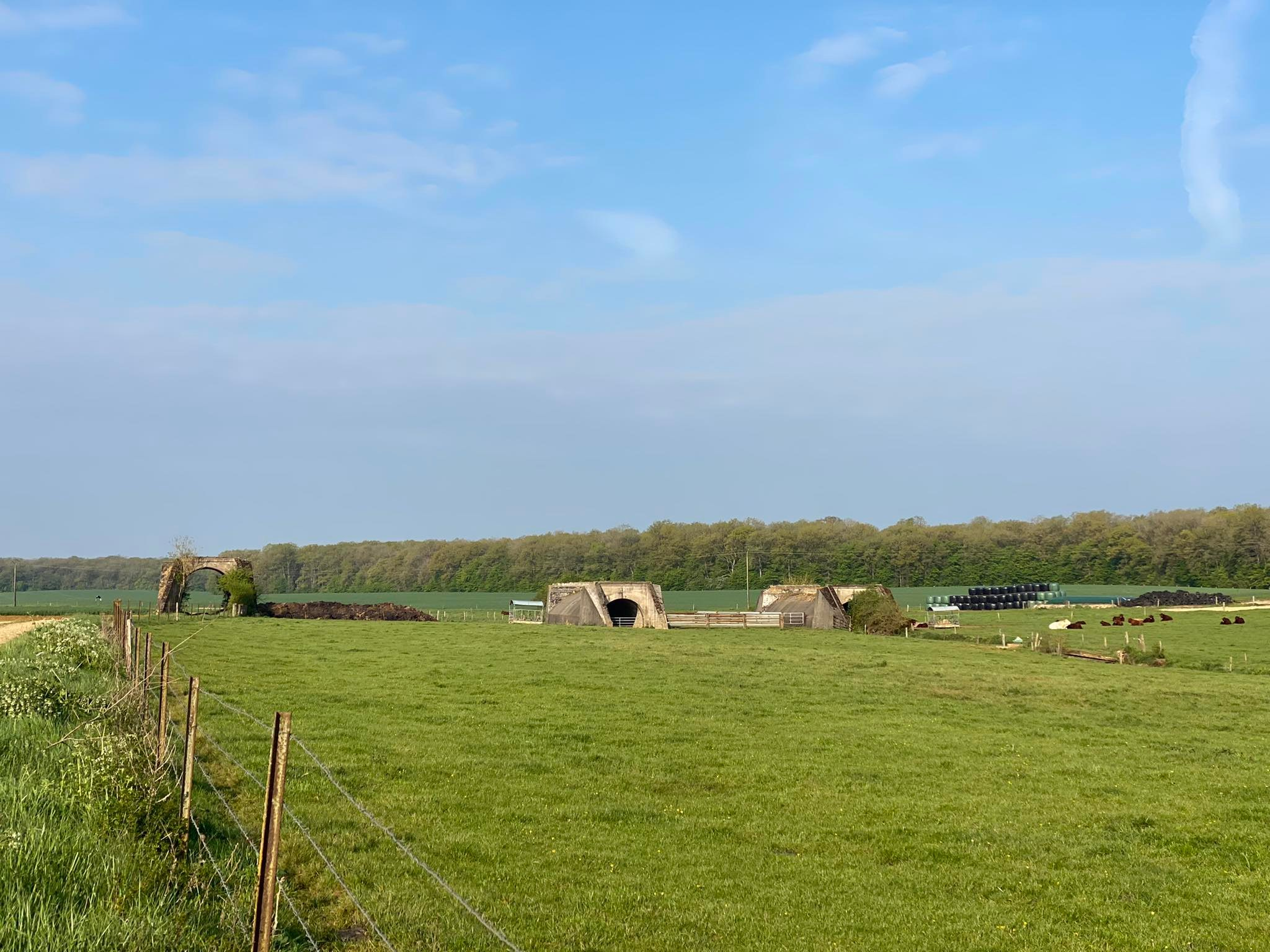
Vestiges à Billy-sous-Mangiennes.